# Blackwelder-Gletscher
Der Blackwelder-Gletscher ist ein Kargletscher zwischen dem Salmon Hill und dem Hobbs-Gletscher im ostantarktischen Viktorialand.
Er wurde vom US-amerikanischen Glaziologen Troy L. Péwé (1918–1999) von der Arizona State University bei der Operation Deep Freeze (1957–1958) untersucht und nach Eliot Blackwelder (1880–1969) benannt, ehemaliger Leiter der geologischen Fakultät der Stanford University.